# Eight Arms to Hold You
Eight Arms to Hold You es el segundo álbum de estudio de la banda estadounidense de rock alternativo Veruca Salt, publicado por Outpost/Geffen el 11 de febrero de 1997. Fue el último álbum donde participó la exvocalista y guitarrista Nina Gordon antes de su salida de la banda en 1998.
El título del álbum es una referencia a la producción de The Beatles en 1965, titulada Help!.

## Lista de canciones
1. "Straight" (Post) – 2:32
2. "Volcano Girls" (Gordon) – 3:18
3. "Don't Make Me Prove It" (Post) – 2:29
4. "Awesome" (Gordon) – 3:32
5. "One Last Time" (Post) – 4:45
6. "With David Bowie" (Gordon) – 2:25
7. "Benjamin" (Gordon) – 4:05
8. "Shutterbug" (Post) – 4:16
9. "The Morning Sad" (Gordon) – 3:08
10. "Sound of the Bell" (Post) – 3:59
11. "Loneliness Is Worse" (Gordon) – 5:00
12. "Stoneface" (Gordon) – 2:44
13. "Venus Man Trap" (Post) – 3:29
14. "Earthcrosser" (Gordon) – 5:28

## Personal
- Mike Cusick - ingeniero asistente
- Brian Dobbs - ingeniero asistente
- Jim Labinski - ingeniero asistente
- Jeff Lane - ingeniero asistente, asistente mezclador
- George Marino - masterización
- Jim McGillveray - percusión
- Mike Gilles - editor digital, ingeniero asistente, promogramador digital
- Nina Gordon - guitarra, voz
- Darren Grahn - ingeniero asistente
- Steve Lack - bajo, guitarra
- Louise Post - guitarra, voz
- Bob Rock - productor discográfico
- Jim Shapiro - guitarra, batería, coros
- Randy Staub - ingeniero asistente, mezclador
- Zach Ingraham - batería, whiteboard

## Posición en listas

### Álbum
| Año  | Lista           | Posición |
| ---- | --------------- | -------- |
| 1997 | Billboard 200   | 55       |
| 1997 | RIANZ NZ Top 40 | 64       |

### Sencillos
| Año  | Sencillo        | Lista                  | Posición |
| ---- | --------------- | ---------------------- | -------- |
| 1997 | "Volcano Girls" | Modern Rock Tracks     | #8       |
| 1997 | "Shutterbug"    | Mainstream Rock Tracks | #39      |